# 赵毛臣
赵毛臣（1924年—），曹镇乡赵庄村人，中国人民解放军军事人物。
1947年，参加中国人民解放军，参加淮海战役、渡江战役、广西战役等。1951年，参加朝鲜战争，并率领四连参加上甘岭战役，后记特等功，并授予二级战斗英雄称号。回国后，历任至军后勤部副政委等职。
1954年，当选第一届全国人民代表大会代表。9月，他出席第一届全国人大第一次会议讨论宪法草案，期间并发言。